# Berceni (gmina)
Berceni – gmina w Rumunii, w okręgu Prahova. Obejmuje miejscowości Berceni, Cartierul Dâmbu, Cătunu, Corlătești i Moara Nouă. W 2011 roku liczyła 6186 mieszkańców.